# Mateusz Obirek
Mateusz Obirek, pseud. obi (ur. 2 września 2000 w Lubaczowie) – polski raper.

## Życiorys
Jego kariera rozpoczęła się utworem „Tonę” w 2017 roku. Początkowo rozpoznawalność przyniosły mu utwory w duecie z Bryanem np. Kawa, Ból, Nie chce.
W 2020 roku został opublikowany pierwszy wywiad z udziałem Mateusza.
Wydawał również single, m.in. Alkohol, iPhone i Presja, która w 2021 osiągnęła status złotej płyty. W tym samym roku, wydał swój pierwszy mini album Detox. Płyta w dniu sprzedaży uplasowała się na 23. miejscu notowania OLIS.

## Dyskografia

### Albumy studyjne
| Rok  | Album                                                                             | Najwyższa pozycja na liście | Certyfikat | Sprzedaż |
| Rok  | Album                                                                             | POL                         | Certyfikat | Sprzedaż |
| ---- | --------------------------------------------------------------------------------- | --------------------------- | ---------- | -------- |
| 2018 | DETOX - Data: 30 kwietnia 2020 - Wydawca: My Music - Format: CD, digital download | 23                          |            |          |

### Single
| Rok  | Tytuł                                    | Certyfikat          | Album               |
| ---- | ---------------------------------------- | ------------------- | ------------------- |
| 2017 | „Tonę”                                   |                     | Singiel niealbumowy |
| 2018 | „róże”                                   |                     | Singiel niealbumowy |
| 2018 | „18”                                     |                     | Singiel niealbumowy |
| 2018 | „NDE”                                    |                     | Singiel niealbumowy |
| 2018 | „świt”                                   |                     | Singiel niealbumowy |
| 2018 | „wódka”                                  |                     | Singiel niealbumowy |
| 2018 | „diler łez”                              |                     | Singiel niealbumowy |
| 2018 | „mała boo”                               |                     | Singiel niealbumowy |
| 2018 | „alkohol”                                |                     | Singiel niealbumowy |
| 2018 | „porto”                                  |                     | Singiel niealbumowy |
| 2018 | „splif”                                  |                     | Singiel niealbumowy |
| 2018 | „omg”                                    |                     | Singiel niealbumowy |
| 2018 | „liczby"                                 |                     | Singiel niealbumowy |
| 2018 | „sen”                                    |                     | Singiel niealbumowy |
| 2018 | „iphone”                                 |                     | Singiel niealbumowy |
| 2018 | „prawda”                                 |                     | Singiel niealbumowy |
| 2018 | „beksa”                                  |                     | Singiel niealbumowy |
| 2019 | „wizje”                                  |                     | Singiel niealbumowy |
| 2019 | „śnieg"                                  |                     | Singiel niealbumowy |
| 2019 | „gwiazdy”                                |                     | Singiel niealbumowy |
| 2019 | „presja”                                 | - ZPAV: złota płyta | Singiel niealbumowy |
| 2019 | „krzyk”                                  |                     | Singiel niealbumowy |
| 2019 | „nie brakuje mi miłości” (oraz margiela) |                     | Singiel niealbumowy |
| 2019 | „kevlar” (oraz Kaczka)                   |                     | Singiel niealbumowy |
| 2019 | „korona”                                 |                     | Singiel niealbumowy |
| 2019 | „film”                                   |                     | Singiel niealbumowy |
| 2019 | „titanic”                                |                     | Singiel niealbumowy |
| 2019 | „duchy”                                  |                     | Singiel niealbumowy |
| 2019 | „paralizator”(oraz flips)                |                     | Singiel niealbumowy |
| 2019 | „przyjacielu”                            |                     | Singiel niealbumowy |
| 2019 | „stany” (oraz Bryan)                     |                     | Singiel niealbumowy |
| 2019 | „otchłań”                                |                     | Singiel niealbumowy |
| 2019 | „krew”                                   |                     | DETOX               |
| 2019 | „paralotnia” (oraz kaczka)               |                     | Singiel niealbumowy |
| 2019 | „ludzie”                                 |                     | Singiel niealbumowy |
| 2019 | „adrenalina”(oraz kaczka)                |                     | Singiel niealbumowy |
| 2019 | „jeden z nas”                            |                     | Singiel niealbumowy |
| 2019 | „ciemne ulice”                           |                     | Singiel niealbumowy |
| 2019 | „wanted”(oraz pit)                       |                     | Singiel niealbumowy |
| 2019 | „finał”                                  |                     | Singiel niealbumowy |
| 2019 | „horyzont”                               |                     | Singiel niealbumowy |
| 2019 | „maska”(oraz Bryan)                      |                     | Singiel niealbumowy |
| 2019 | „pochłania mnie”                         |                     | Singiel niealbumowy |
| 2019 | „yrden”                                  |                     | Singiel niealbumowy |
| 2020 | „panteon”                                |                     | Singiel niealbumowy |
| 2020 | „ostatnia zapałka”                       |                     | Singiel niealbumowy |
| 2020 | „bank” (oraz kaczka)                     |                     | Singiel niealbumowy |
| 2020 | „balenciaga”                             |                     | Singiel niealbumowy |
| 2020 | „toronto”                                |                     | DETOX               |
| 2020 | „detox”                                  |                     | DETOX               |
| 2020 | „gasoline”                               |                     | DETOX               |
| 2020 | „Masterpiece” (oraz Bryan)               |                     | DETOX               |
| 2020 | „Lustra” (oraz kaczka)                   |                     | DETOX               |
| 2020 | „Diamenty” (oraz Bryan)                  |                     | DETOX               |
| 2020 | „Pryzmat Idealnej Rzeczywistośći”        |                     | DETOX               |
| 2020 | „złote naboje” (oraz Vitali)             |                     | Singiel niealbumowy |
| 2020 | „Projekt Świat” (oraz Bryan)             |                     | Singiel niealbumowy |
| 2020 | „to nie to”                              |                     | Singiel niealbumowy |
| 2020 | „Tryb Komfort” (oraz zeamsone)           |                     | Singiel niealbumowy |
| 2020 | „maybach”                                |                     | Singiel niealbumowy |
| 2020 | „Ostatni Rozdział”                       |                     | Singiel niealbumowy |
| 2020 | „Nie Chcę Odchodzić”                     |                     | Singiel niealbumowy |
| 2020 | „wieczność”                              |                     | Singiel niealbumowy |
| 2020 | „Wydawałoby się” (oraz Bryan, zeamsone)  |                     | Singiel niealbumowy |
| 2020 | „Poczucie Istnienia”                     |                     | Singiel niealbumowy |
| 2020 | „hennessy”                               |                     | Singiel niealbumowy |
| 2020 | „Próbujesz Zapomnieć” (oraz Bryan)       |                     | Singiel niealbumowy |
| 2020 | „twoje usta” (oraz Bryan)                |                     | Singiel niealbumowy |
| 2021 | „pozwól mi”                              |                     | Singiel niealbumowy |
| 2021 | „meksyk”                                 |                     | Singiel niealbumowy |
| 2021 | „odpłyńmy jeszcze raz”                   |                     | Singiel niealbumowy |
| 2021 | „555 FREESTYLE”                          |                     | Singiel niealbumowy |
| 2021 | „jak najlepsi”                           |                     | Singiel niealbumowy |
| 2021 | „pluton” (oraz wasyl,dav.e)              |                     | Singiel niealbumowy |
| 2021 | „aureola”                                |                     | Singiel niealbumowy |
| 2021 | „Bogactwo, Prochy i Śmierć” (oraz Bryan) |                     | Singiel niealbumowy |
| 2021 | „kiedy jadę w moim mieście”              |                     | Singiel niealbumowy |
| 2022 | „wiatr”                                  |                     | Singiel niealbumowy |
| 2022 | „po prostu”                              |                     | Singiel niealbumowy |
| 2022 | „MRÓZ” (oraz Ejten)                      |                     | Singiel niealbumowy |
| 2022 | „HENNY” (oraz Hellfield)                 |                     | Singiel niealbumowy |
| 2022 | „Głupia Idiotko” (oraz Bryan)            |                     | Singiel niealbumowy |
| 2023 | „dlaczego się boisz mnie?”               |                     | Singiel niealbumowy |
| 2023 | „zabierz mnie do piekła”                 |                     | Singiel niealbumowy |
| 2023 | „dajmy sobie spokój” (oraz MtZ)          |                     | Singiel niealbumowy |
| 2023 | „to tylko noc”                           |                     | Singiel niealbumowy |
| 2023 | „posmak dna”                             |                     | Singiel niealbumowy |